# Federico Sacchi
Federico Sacchi (* 4. September 1936 in Rosario, Provinz Santa Fe; † 7. November 2023) war ein argentinischer Fußballspieler und späterer -trainer. Als Aktiver nahm er an der Fußball-Weltmeisterschaft 1962 in Chile teil und war auf Vereinsebene für die Newell’s Old Boys, den Racing Club, die Boca Juniors und Sporting Cristal aktiv. Später war er kurze Zeit Trainer der argentinischen Fußballnationalmannschaft.

## Karriere

### Vereinskarriere
Federico Sacchi begann mit dem Fußballspielen beim Verein CA Tiro Federal in seiner Heimatstadt Rosario, der größten Stadt der Provinz Santa Fe, in der Sacchi am vierten September 1936 auch geboren wurde. Nach einigen Jahren in der Jugendabteilung von Tiro Federal unterschrieb er im Jahre 1958 einen Profivertrag bei den Newell’s Old Boys, die ihren Sitz ebenfalls in Rosario hatten. Für den Verein machte Federico Sacchi von 1958 bis 1960 sechzig Ligaspiele im Rahmen der Primera División, der höchsten Spielklasse im argentinischen Fußball, und erzielte dabei sieben Treffer.
Zur Saison 1961 wechselte er zum Racing Club nach Avellaneda, einen industriellen Vorort der argentinischen Hauptstadt Buenos Aires. Beim Racing Club verlebte Sacchi eine recht erfolgreiche Zeit und spielte unter anderem zusammen mit Spielern wie Omar Corbatta, Rubén Héctor Sosa oder Raúl Belén. In der Saison 1961, in Sacchis erster Saison im Estadio Presidente Perón, gewann er mit dem Racing Club die argentinische Meisterschaft, als in der Primera División ein erster Platz mit sieben Punkten Vorsprung auf CA San Lorenzo de Almagro belegt wurde. Dies war der einzige Meistertitel für Federico Sacchi im Trikot des Racing Club. Er spielte noch bis 1964 für den Verein und kam insgesamt auf 88 Spiele mit zwölf Toren.
1964 verließ Federico Sacchi Avellaneda und schloss sich den Boca Juniors an, wo er erneut in seiner ersten Saison sofort argentinischer Meister wurde. Die Mannschaft um Spieler wie Alfredo Rojas, Antonio Rattín, Carmelo Simeone und Silvio Marzolini belegte in der Meisterschaft den ersten Rang mit einem Zähler Vorsprung auf den ewigen Rivalen CA River Plate und konnte den Titelgewinn aus dem Vorjahr verteidigen. Dieses Kunststück gelang den Boca Juniors im Folgejahr nicht und man musste dem Racing Club den Vortritt lassen. Federico Sacchi agierte noch bis einschließlich der Saison 1966 im Mittelfeld der Boca Juniors. Er absolvierte in den zwei Jahren seiner Aktivität in La Boca 24 Ligaspiele mit einem Tor und gehörte nicht immer zur Stammformation. Nach seinem Abschied von den Boca Juniors ließ er seine Karriere 1967 in Peru bei Sporting Cristal ausklingen.

### Nationalmannschaft
Zwischen 1960 und 1965 brachte es Federico Sacchi auf fünfzehn Länderspiele in der argentinischen Fußballnationalmannschaft, wobei ihm ein Torerfolg gelang. Von Argentiniens Nationaltrainer Juan Carlos Lorenzo wurde er ins Aufgebot der Südamerikaner für die Fußball-Weltmeisterschaft 1962 in Chile berufen. Im Turnierverlauf wurde Sacchi in allen drei Spielen der argentinischen Mannschaft eingesetzt, einen Treffer erzielte er nicht. Nach nur drei Punkten aus drei Spielen (ein Sieg, ein Remis und eine Niederlage) schied die argentinische Mannschaft beim Weltchampionat von 1962 jedoch bereits nach der Vorrunde aus. Für Federico Sacchi blieb es bei dieser einen WM-Teilnahme, er beendete seine Nationalmannschaftskarriere im Jahr vor der Fußball-Weltmeisterschaft 1966 in England, nachdem er zuvor fünfzehn Länderspiele gemacht hatte.
Nach dem Ende seiner aktiven Laufbahn als Fußballspieler arbeitete Federico Sacchi lange Zeit als Assistent von César Luis Menotti. Im Jahr 1979, als Menotti im Rahmen der Junioren-Fußballweltmeisterschaft in Japan kurze Zeit nicht als Nationaltrainer fungieren konnte, übernahm Sacchi als Interimstrainer dessen Aufgaben, um sie nach Ablauf der Juniorenweltmeisterschaft wieder an El Flaco abzugeben.
Neben seinem Engagement als Assistent von César Luis Menotti war Sacchi auch Trainer von diversen kleineren Vereinen in Argentinien, darunter CA Tigre und CA San Martín de Tucumán. Außerdem coachte Sacchi die Jugendteams des Racing Club und von Atlético de Rafaela.